# Agylla hampsoni
Agylla hampsoni är en fjärilsart som beskrevs av Paul Dognin 1904. Agylla hampsoni ingår i släktet Agylla och familjen björnspinnare. Inga underarter finns listade i Catalogue of Life.